# اچ‌نوام‌اس گور (۱۸۸۴)
اچ‌نوام‌اس گور (۱۸۸۴) (به انگلیسی: HNoMS Gor (1884)) یک کشتی است که طول آن ۳۱٫۲۷ متر (۱۰۲٫۵۹ فوت) می‌باشد. این کشتی در سال ۱۸۸۴ ساخته شد.